# 大埔河

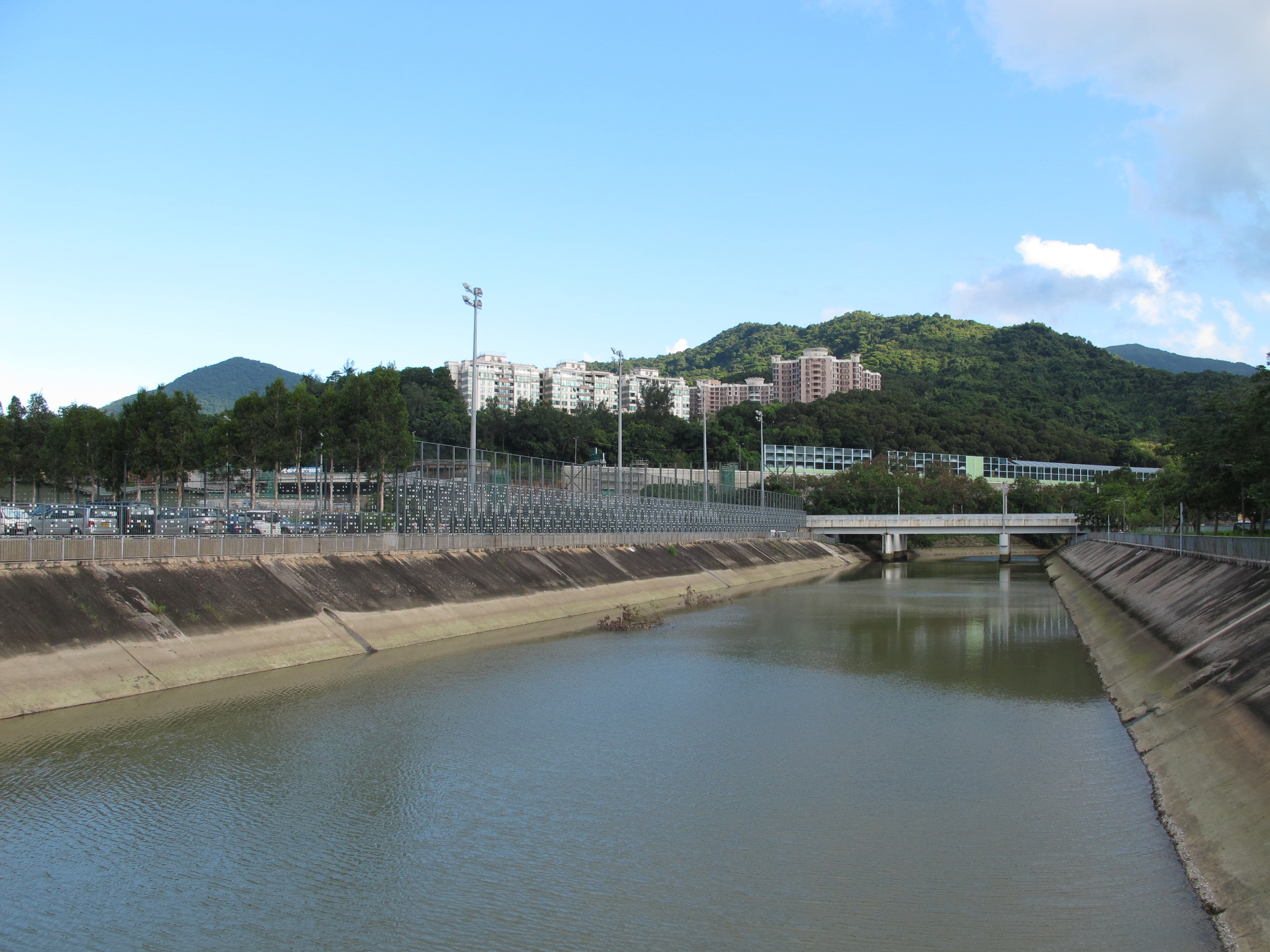
大埔河

大埔河（英語：Tai Po River）是一條位於香港新界大埔區的河流，由大帽山打鐵屻開始，流經草山、鉛礦坳、元墩下，至碗窰，再到半山洲，然後再到運頭塘邨和大埔墟站，最後在廣福邨附近，和林村河匯合。
原本的大埔河是在大埔墟站附近就流出大埔海（即吐露港），並沒有和林村河匯合。在1970年代，由於大埔新市鎮的發展，大埔海部份的地方開展了填海工程，令大埔河延長到廣福邨附近，而且令大埔河和林村河匯合，再在元洲仔附近流出吐露港，形成了今日的面貌。
大埔河上游錄得具保育價值的爬蟲類及魚類，包括全球只在香港及廣東沿岸發現的香港蠑螈。而大埔河亦有稀有蜻蜓品種紀錄，並是觀鳥熱點，沿河則有碗窰村陶窰遺址。
大埔河於2006年10月開展河道工程，並在2009年完成，令大埔河的排洪能力獲得改善。